# Bernard Bonnejean
Bernard Bonnejean, né à Ernée (Mayenne) le 10 juin 1950, est un critique littéraire français.
Il est spécialiste de la poésie catholique des XIXe et XXe siècles.

## Biographie

### Jeunesse
Bernard Bonnejean est le dernier de huit enfants d'une famille d'origine picarde, réfugiée à Ernée, en mai 1940. En 1959, la famille s'installe au Mans, où le père de famille, Maurice, ouvrier forgeron à l'Arsenal devient, en 1960, après la retraite, sacristain de l'Église Sainte-Jeanne-d’Arc du Mans. En 1965, la famille s'installe définitivement en Mayenne.

### Enseignement
Après son baccalauréat, Bernard Bonnejean travaille comme instituteur puis professeur d'enseignement général de collège. Il est licencié ès lettres classiques, puis professeur certifié de lettres modernes, à Saint-Pierre-la-Cour.
Il termine sa carrière d’enseignant dans un lycée lavallois en tant qu'agrégé de lettres modernes (1994) et professeur de première chaire.
En 2003, après avoir quitté l'enseignement, il obtient le titre de docteur de l'université de Rennes-II pour sa thèse intitulée Les Poètes français d’inspiration catholique de Verlaine à Péguy, 1870-1914, dirigée par Steve Murphy : il y étudie l'œuvre catholique de Joris-Karl Huysmans et la poésie de Thérèse de Lisieux.
Il est secrétaire de l'Association mayennaise d'échanges et partage (AMEP) de 1975 à 2001, et président fondateur de l'association Lycée en poésie en 1991.

## Œuvres

### Articles
- « Liturgies intimes : un recueil à redécouvrir », in Spiritualité verlainienne, Actes du colloque international de Metz (novembre 1996), Klincksieck, 1997, 288 p., p. 18–31  (ISBN 2-252-03171-9)
- « Le Verlaine de Guy Goffette », in Revue Verlaine no 5, 1997, 224 p., p. 173–183  (ISSN 1247-5351).
- « Huysmans avant À Rebours : les fondements nécessaires d'une quête en devenir », in Le Mal dans l'imaginaire français (1850-1950), Myriam Watthee-Delmotte et Metka Zupancic (dir.), préf. de Max Milner, L'Harmattan - Éditions David, Paris - Orléans (Ontario), 1998, 432 p., p. 193–206  (ISBN 2-7384-6198-0)

### Ouvrages
- La Poésie thérésienne (préf. Constant Tonnelier)[4], Paris, Éditions du Cerf, 2006, II-292 p.  (ISBN 978-2-204-07785-9), (BNF 40238743)
- Clio et ses poètes : les poètes catholiques dans leur histoire, 1870-1914 (préf. dom Bertrand Gamelin), Paris, Éditions du Cerf, coll. « Cerf littérature », 2007, 354 p.  (ISBN 978-2-204-08052-1)
- Le Dur Métier d'apôtre : les poètes catholiques à la découverte d'une réelle authenticité, 1870-1914 (préf. Olivier Bourdelier), Paris, Éditions du Cerf, 2009, 320 p.  (ISBN 978-2-204-08053-8),  (BNF 42011100)